# Пермская деревянная скульптура
Пермская деревянная скульптура («Пермские боги») — храмовая скульптура, получившая распространение на территории Пермского края в XVII—XIX веках. Пермская деревянная скульптура уникальна тем, что, являясь, по сути, искусством восточно-христианским, сохранила отчётливые черты языческой культуры, вдобавок испытав влияние западно-европейского барокко.

## Возникновение и запрет
Самые древние сохранившиеся образцы пермской деревянной скульптуры относятся к концу XVII — началу XVIII веков и происходят из православных храмов, расположенных в поселениях у реки Колвы: Покчи, Ныроба и Чердыни. Это территория современного Чердынского района, которая в XV — начале XVI веках входила в состав Великопермского княжества. Деревянная скульптура, скорее всего, проникла в Пермь Великую из Русского Севера и Центральной России. По мнению исследователей П. А. Корчагина и Е. В. Шабуровой, пермская культовая скульптура, возникшая через два с половиной столетия после крещения Перми Великой, скорее всего не была заменой для новообращённых их прежних идолов, а напротив, служила «фактором религиозного просвещения».
В начале XVIII века Русская православная церковь запретила объёмные изображения святых. Постановление Святейшего Синода от 21 мая 1722 года запрещало «иметь в церквах иконы резные, или истесанные, издолбленные, изваянные». Но искоренить традицию вырезать «богов» из дерева не удалось. Уральские священники предпочитали мириться с присутствием в храме скульптур. К тому же сами лица скульптур говорят о глубоком «внутреннем» понимании безвестными художниками идей христианства. Лики Спасов выражают кротость, смирение, жертвенность, мученичество. Используя старые традиции сакральной пластики, уходящей в глубину веков, пермские мастера придали ей новое духовное содержание. Черты лиц на скульптурах, очевидно, в зависимости от национальной принадлежности самого художника, чаще всего соответствуют коми-пермяцкому или башкирскому типу. Наиболее распространённый образ Христа в пермской скульптуре — «Христос в темнице» или «Спас Полуночный». В русской иконографии этот сюжет появился лишь в XVII веке и, как считается, был заимствован из католической живописи. Он изображает Христа до восхождения на Голгофу, когда Он был поругаем римскими стражниками.

## Изучение пермской деревянной скульптуры
По воспоминаниям Н. Н. Серебренникова — первого собирателя Пермской деревянной скульптуры, фигуры Спасов даже ставили внутри храма в некоторое подобие темниц, тоже сделанных из дерева. Прихожане одевали скульптуры и обували, приносили им дары. Легенды приписывали фигурам способность ходить, отчего обувь приходилось менять часто — она снашивалась. Безусловно, всё это элементы языческого восприятия, когда образ Божества становится в какой-то мере самим Божеством.
Помимо Христа, особой любовью пермских мастеров пользовался св. Николай Можайский. Кроме того сохранилось немало скульптурных сцен Распятия со множеством фигур.
«Открывателем» Пермской скульптуры называют Н. Н. Серебренникова, который с 1923 по 1926 года организовал шесть экспедиций по сбору памятников искусства и старины. Большую часть коллекции составляют скульптуры, найденные в сельских храмах севера Пермской области. В 1925 г. в экспедиции участвовал И. Э. Грабарь, первым из крупных художников и искусствоведов оценивший значение и культурную ценность находок.
Большая часть коллекции Пермской деревянной скульптуры находится в Пермской государственной художественной галерее. В 2010 году часть коллекции была отправлена на экспонирование в Лион.